# هیوندای مارین

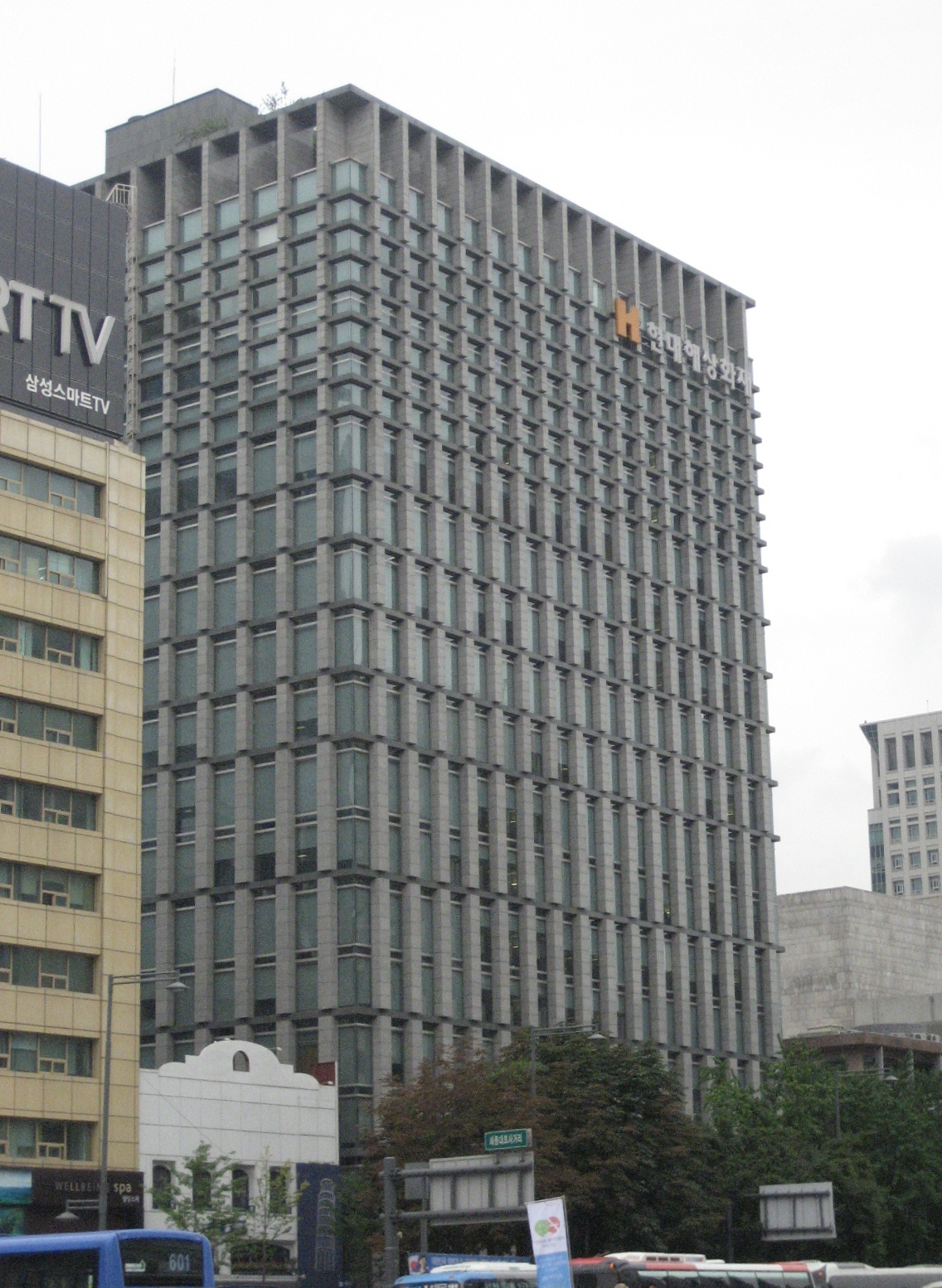
ساختمان مرکزی هیوندای مارین

هیوندای مارین (به انگلیسی: Hyundai Marine) شرکت بیمه کره‌ای است، که به‌عنوان زیرمجموعه‌ای از شرکت گروه هیوندای موتور در زمینه ارائه خدمات بیمه خودرو، بیمه هواپیما، بیمه اموال و بیمه‌های عمومی فعالیت می‌کند. 
شرکت هیوندای مارین در سال ۱۹۵۵ تأسیس شد و در حال حاضر دارای عملیات در کشورهای ایالات متحده آمریکا، ژاپن، کره جنوبی و چین می‌باشد.
دفتر مرکزی این شرکت در شهر سئول، کره جنوبی قرار دارد و بخشی از سهام آن در بازارهای بورس کره و بورس لندن معامله می‌شود.